# Wotaku
wotaku（おたく）は日本のボカロPである。代表曲は「ジェヘナ」「シャンティ」「マフィア」など。

## 来歴
ニコニコ動画での演奏動画に憧れてギターを始めたのが音楽活動を始めるきっかけである。
2017年に、_yuragiとの共作である「斯くも素直なアンドロイド」より活動を開始し、2018年に「業病」を自身のアカウントに投稿し個人での活動も行うようになる。
2024年6月に「シャンティ」をオリジナルストーリーで書きおろした内容の小説がGA文庫より刊行。同年7月に佐野しなのによる小説のコミカライズが『月刊コミックジーン』8月号から連載されている。

## 人物
名前の由来はアニメやネット文化が好きだということ、90年代頃のオタク文化への憧れからである。自分自身をポジティブな人間だと思っている。

## ディスコグラフィー

### 配信限定シングル
| 発売日         | タイトル                          |
| -------------- | --------------------------------- |
| 2019年8月2日   | フォボス                          |
| 2020年4月17日  | みちゆきの花 (feat. 初音ミク)     |
| 2020年6月3日   | コントロール (feat. 初音ミク)     |
| 2020年7月8日   | ファントム                        |
| 2020年8月21日  | 13回目のリンカーネーション        |
| 2020年8月27日  | DOGMA cw/サクラメント             |
| 2020年8月27日  | マフィア                          |
| 2020年10月28日 | イルミナティ                      |
| 2020年12月2日  | ノエル                            |
| 2021年1月22日  | スピークイージー                  |
| 2021年2月17日  | プラネタリウム                    |
| 2021年7月24日  | リテラシー (feat. 梓川)           |
| 2021年8月4日   | リテラシー (feat. KAITO)          |
| 2021年8月30日  | snooze (feat. SHIKI)              |
| 2021年9月8日   | snooze                            |
| 2021年9月22日  | シャンティ                        |
| 2021年10月27日 | ヸシュヌ                          |
| 2021年11月10日 | ゼロサム                          |
| 2021年12月15日 | 福音                              |
| 2021年12月4日  | 福音 (feat. SHIKI)                |
| 2021年12月25日 | ヨルムンガンド                    |
| 2021年12月25日 | ヨルムンガンド (feat. 妃舞ゆにこ) |
| 2022年2月14日  | ミルクパズル                      |
| 2022年2月19日  | ミルクパズル (feat. 梓川)         |
| 2022年11月4日  | マンハッタン (feat. MEIKO)        |
| 2023年7月14日  | サクラメント (feat. SHIKI)        |

### EP
| 発売日        | タイトル                                                                                         |
| ------------- | ------------------------------------------------------------------------------------------------ |
| 2021年8月27日 | デスクトップアイドル (feat. 初音ミク)                                                            |
| 2022年8月26日 | デスクトップアイドル2                                                                            |
| 2023年4月26日 | デスクトップアイドル3                                                                            |
| 2023年8月28日 | デスクトップアイドル ゼロ (feat. 初音ミク, 鏡音リン, 巡音ルカ, MEIKO, (feat. 可不) & 東北ずん子) |

### アルバム
| 発売日        | タイトル       |
| ------------- | -------------- |
| 2020年5月16日 | アリス失格     |
| 2021年4月2日  | アンティーク   |
| 2021年12月1日 | トラゴイディア |
| 2022年8月12日 | 業病           |
| 2022年12月3日 | November       |

### 楽曲提供
| 公開日         | タイトル       | アーティスト            |
| -------------- | -------------- | ----------------------- |
| 2023年12月17日 | DEVOTION       | 天野寧々                |
| 2024年2月10日  | ファミリー     | KnightA-騎士A-          |
| 2024年3月2日   | コイバナ       | 梓川                    |
| 2024年3月7日   | スカーレット   | ばぁう (KnightA-騎士A-) |
| 2024年5月9日   | ZETTAI         | 絶対天使くるみ          |
| 2024年6月6日   | スペルビア     | つぐ                    |
| 2024年7月10日  | エンデバー     | 不破湊                  |
| 2024年9月8日   | Gore Diner     | Hellzapoppin'           |
| 2024年9月25日  | ジャバウォック | 兎迷夢々                |